# Gare de Virville - Manneville
Gare de Virville - Manneville vasútállomás Franciaországban, Virville településen.

## Vasútvonalak
Az állomást az alábbi vasútvonalak érintik:
- Párizs–Le Havre-vasútvonal

## Kapcsolódó állomások
A vasútállomáshoz az alábbi állomások vannak a legközelebb:
- Gare d’Étainhus - Saint-Romain